# Діон Дрена Бельо
Діон Дрена Бельо (хорв. Dion Drena Beljo; нар. 1 березня 2002, Загреб) — хорватський футболіст, нападник австрійського клубу «Рапід» (Відень), в якому грає в оренді з німецького клубу «Аугсбург», та національної збірної Хорватії. Виступав також за клуб «Осієк».

## Клубна кар'єра
Діон Дрена Бельо народився 2002 року в Загребі, та є вихованцем футбольної школи клубу «Цибалія», в якому й розпочав професійну кар'єру в 2018 році. У 2019 році футболіст перейшов до клубу «Осієк», в якому спочатку грав за другу команду, а з 2020 року розпочав грати за першу команду клубу. У 2021 році керівництво клубу віддало Дрену Бельо в річну оренду до клубу «Істра 1961». Після повернення з оренди футболіст став гравцем основного складу клубу, а на початку 2023 року він перейшов до клубу німецької Бундесліги «Аугсбург». У 2024 році хорватський нападник на правах оренди перейшов до клубу австрійської Бундесліги «Рапід» (Відень).

## Виступи за збірні
У 2018 році Діон Дрена Бельо дебютував у складі юнацької збірної Хорватії, загалом на юнацькому рівні грав до 2019 року, та взяв участь у 13 іграх, відзначившись 2 забитими голами.
З 2021 року Дрена Бельо грає у складі молодіжної збірної Хорватії. У 2023 році футболіст у складі молодіжної збірної брав участь у молодіжному чемпіонаті Європи 2023 року, де хорвати зупинились на груповій стадії. На молодіжному рівні Дрена Бельо станом на листопад 2024 року зіграв у 13 офіційних матчах, забив 7 голів.
У 2023 році Діона Дрену Бельо включили до складу національної збірної Хорватії на фінал чотирьох Ліги націй УЄФА 2023, щоправда на самому турнірі не зіграв. Станом на листопад 2024 року зіграв у складі національної збірної 2 матчі, в яких забитими голами не відзначився.